# Dragon Ball Online
Dragon Ball Online (ドラゴンボールオンライン, Doragon Bōru Onrain) oficialment abreujat com DBO) és un MMORPG desenvolupat simultàniament al Japó i Corea del Sud per NTL basat en la sèrie de manga i anime Dragon Ball. El creador de la sèrie, Akira Toriyama es va implicar considerablement en el desenvolupament del joc (el control, la trama, l'apartat artístic i el disseny d'alguns personatges). Llençat a Korea en 2010, El 26 de setembre de 2013 es van tancar els servidors coreans del joc i el 31 d'octubre de 2013 es van tancar els servidors de Hong Kong i Taiwan.

## Història
Dragon Ball Online comença l'Any 1000 de la Cronologia de Bola del Drac (216 anys després que Son Goku s'anés a entrenar amb Oob en l'Any 784, ignorant per complet les històries no creades per Toriyama, com la saga GT i les pel·lícules). El jugador encarnarà a un dels molts guerrers que poblen el Dragon World, buscarà les set Boles de Drac, entrenarà i participarà en el Tenkaichi Budōkai (Torneig d'arts marcials) i fins i tot es convertirà en un superguerrer llegendari. Mentre el jugador s'entrena, s'adonarà que alguna cosa està amenaçant a la Terra.
La Terra està sent dividida en diversos trossos per una malvada organització coneguda com el Ull Fosc (闇の目玉, Yami no Medama). Gràcies a les indicacions de la Patrulla del Temps de Trancs (タイム・パトロール・トランクス, Taimu Patorōru Torankusu), el jugador es fica en una aventura per a derrotar a aquesta organització, coneixent a altres jugadors pel camí gràcies a les opcions en línia del joc. A més, els personatges originals de la sèrie faran la seva aparició a Dragon Ball Online.

## Començament de l'aventura
Els jugadors a més podran començar la seva aventura com nens, fent que el seu personatge vagi creixent i augmentant de poder com a la sèrie original de Dragon Ball. Cada raça posseïx una classe de combat predominantment físic i altra de combat predominantment espiritual.